# Watuwila
Watuwila is een geslacht van libellen (Odonata) uit de familie van de Chlorocyphidae (Juweeljuffers).

## Soorten
Watuwila omvat 1 soort:
- Watuwila vervoorti van Tol, 1998